# II Всероссийский съезд военного и морского духовенства
II Всероссийский съезд военного и морского духовенства — съезд православного военного и морского духовенства Российской империи, состоявшийся с 1 по 11 июля 1917 года в Могилёве.
После Февральской революции 1917 года изменилось положение священнослужителей в российской армии; их авторитет резко упал среди военнослужащих. В связи с этим ведомство военного духовенства приняло решение созвать всероссийский съезд с целью решения поставленных революцией вопросов и для «более тесного пастырского объединения в переживаемый исторический момент, а также в целях коллективного разрешения некоторых существенных вопросов церковно-общественной жизни».
Первоначально местом проведения съезда назывался Петроград, затем Витебск, но выбор пал на Могилёв. Военный фронт Первой мировой войны в то время проходил недалеко от города и в Могилёве находились Ставка Верховного главнокомандующего и протопресвитер военного и морского духовенства со своей полевой канцелярией. Съезд проходил с 1 по 11 июля 1917 года в помещении женского духовного училища. Его приветствовал верховный главнокомандующий генерал Брусилов. Для участия в съезде каждому фронту предлагалось прислать по шесть делегатов, среди которых обязательно должны были быть главный священник, два представителя духовенства от строевых частей, один — от санитарных и один — от запасных. Балтийский флот избирал четырёх делегатов, Черноморский — двух, Петроград с окрестностями — трёх, Духовное правление — трёх. Участвовали в работе также представители Могилёвского Совета солдатских, рабочих и крестьянских депутатов — пять человек. В конечном итоге в работе съезда приняло участие более 50 человек. Почётным председателем съезда стал протопресвитер военного и морского духовенства Георгий Шавельский, председателем — главный священник армий Румынского фронта протоиерей Петр Лепорский.
Принципиально новым, в отличие от предыдущего съезда, было участие в нём представителей низшего клира и мирян: диаконов, псаломщиков и делегатов от Могилевского совета солдатских, рабочих и крестьянских депутатов. В зале присутствовали также посторонние слушатели — солдаты, офицеры. Рассматривались следующие вопросы: организация пастырской деятельности священников в новых условиях, реорганизация Духовного правления, необходимость создания особого органа по хозяйственной части, о печатном органе военно-духовного ведомства, а именно: на время войны издание «Вестника военного и морского духовенства» перенести из Петрограда в Киев, ближе к фронту. Для решения поставленных вопросов были утверждены комиссии: просветительско-пастырская, административная, хозяйственная. Были разработаны рекомендации священникам для ведения бесед: запрещалось проповедовать политические программы, вопросы политико-экономического характера следовало излагать в свете евангельского учения, а материалистические лозунги социалистов одухотворять, связывая социализм с Евангелием. Запрещалось духовенству вступать в политические партии, но каждый священника имел право принимать участие в деятельности политических партий и организаций. Военное духовенство признавало войну как нехристианское явление, но в данных условиях, рассматривало её как неизбежное зло и указывали на допустимость войны как борьбы за мир. Была выдвинута идея о выборности протопресвитера на Всероссийских съездах военного и морского духовенства из числа священнослужителей, прослуживших в военно-морском ведомстве не менее пяти лет, который утверждался высшим постоянным органом церковного управления. Избранный протопресвитер мог быть сменён только по решению церковного суда. Протопресвитерский совет также должен был избираться на съездах. Окружные священники и благочинные также должны были избираться на своих съездах и утверждаться протопресвитером. На одном их заседаний тайным голосованием протопресвитер Георгий Шавельский абсолютным большинством голосов был избран делегатами на должность протопресвитера военного и морского духовенства пожизненно.
На съезде была выработана единая политическая платформа, сформулированы положения по важнейшим общественно-политическим вопросам с «евангельской» точки зрения. Решения съезда были призваны осуществить корректировку пастырской работы и решить ряд насущных хозяйственных, кадровых и благотворительных проблем. Эти решения были востребованы и опирались на объективные потребности, но изменить положение военного духовенства они не смогли.
Всероссийский съезд военного и морского духовенства, также как и Всероссийский съезд православного духовенства и мирян (Москва, июнь 1917), большинство епархиальных, широкий ряд городских и благочиннических съездов открыто и официально дали положительную оценку происшедшим в России революционным событиям. Резолюции этих съездов позволяют сделать вывод, что в 1917 году российское духовенство в целом относилось к императорской власти не как к сакральной власти помазанника Божия, а как к переходной форме политической системы, которая соответствовала определённому историческому этапу развития России. Но революционные иллюзии духовенства рассеивались с наступлением общего разочарования граждан России в политике Временного правительства.